# Kraftwerk Regensburg
Das Kraftwerk Regensburg liegt an der Donau und besteht aus dem Laufwasserkraftwerk Regensburg, dem Triebwerk Regensburg und der zugehörigen Staustufe.

## Laufwasserkraftwerk
Das 1977 in Betrieb genommene Laufwasserkraftwerk hat eine elektrische Leistung von 7,2 MW und eine durchschnittliche Jahreserzeugung von 49 Mio. kWh. Zwei Kaplan-Turbinen mit Laufraddurchmesser 4,7 Meter treiben zwei Generatoren mit einer Nennleistung von je 3,6 Megawatt. Der Ausbaudurchfluss beträgt 240 m³/h. Das Krafthaus liegt am linken Ufer des Donau-Südarms.

## Triebwerk

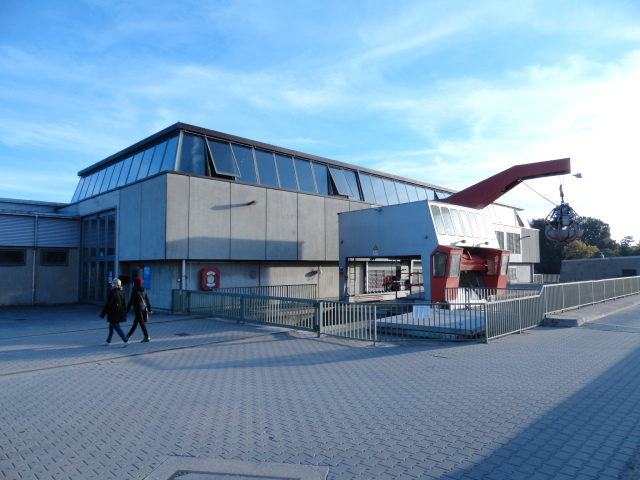
Generatorenhaus

Das 1990 in Betrieb genommene Triebwerk mit einer Kaplan-Rohrturbine hat eine elektrische Leistung von 2,25 MW und eine durchschnittliche Jahreserzeugung von 14 Mio. kWh. Sein Unterwasser ist der Donau-Nordarm.

## Staustufe
Die Staustufe des Wasserkraftwerk Regensburg liegt im Westen von Regensburg, direkt an der Brücke der A93 über die Donau und besteht aus der Wehranlage des Donau-Südarmes und dem Wehr des Nordarmes. An der Staustufe wird der Donauhauptstrom auf den Nordarm und den Südarm der Donau aufgeteilt. Der Pegel des Oberwassers bei Normalstau liegt bei 332,5 Metern über Normalhöhennull, die Länge der Stauhaltung ist ca. 21 km.
In Höhe der Staustufe zweigt vom angestauten Donaustrom außerdem nach Nordosten der Schleusenkanal des Regensburger Europakanal ab, der den Stadtteil Stadtamhof nördlich umgeht, ehe er durch die Schleuse Regensburg das Niveau des von Norden zufließenden Flusses Regen erreicht und sich weiter im Osten wieder mit dem Nordarm der Donau vereinigt.

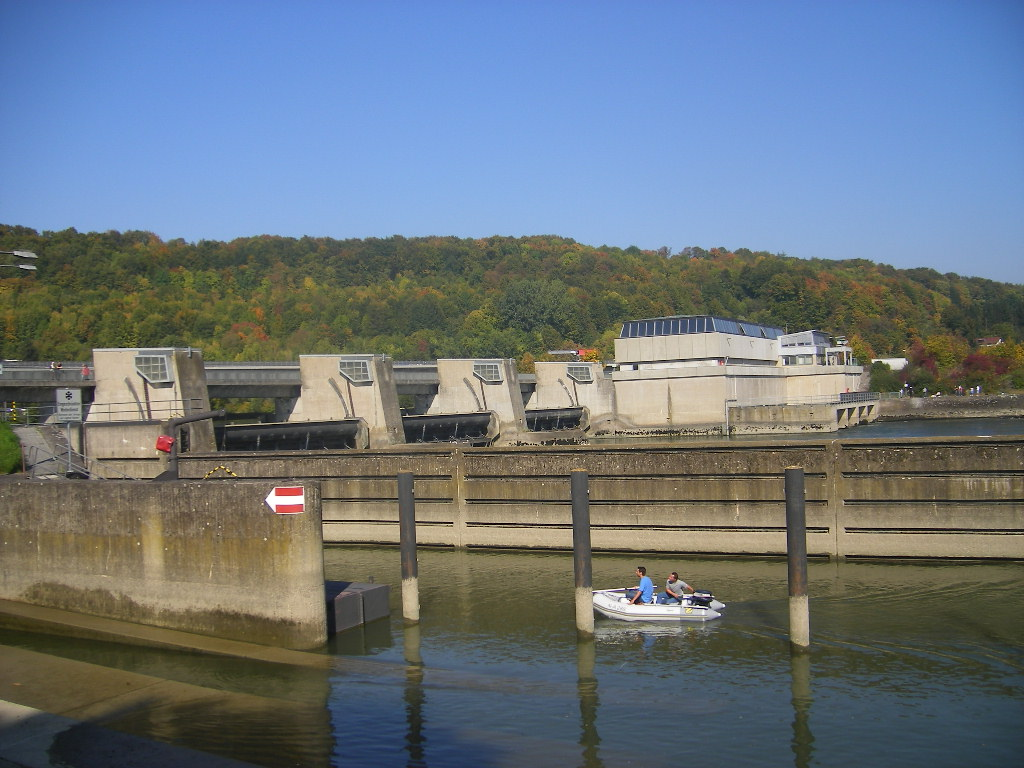
Einfahrt in die Bootsschleuse aus dem Donausüdarm

Im südlichen Teil der Staustufe befindet sich eine Sportbootschleuse und eine Bootsgasse, da der Europakanal für diese Fahrzeuge gesperrt ist. Über die gesamte Stauanlage führt eine Betriebsbrücke, die für Radfahrer und Fußgänger freigegeben ist.
Das Generatorenhaus befindet sich zwischen den beiden Wehren auf der Westspitze der Donauinsel Oberer Wöhrd.